# Slovenske pokrajine
Slovenske pokrajine pojam je koji označava različite teritorijalne jedinice na koje je bila podijeljena Slovenija ili u kojima je povijesno živio ili živi slovenski narod. Budući da današnja Slovenija nije službeno regionalno podijeljena, postoje različiti modeli podjele.

## Povijesne pokrajine
Zbog višestoljetne podjele zemalja unutar Habsburške Monarhije i Austro-Ugarske, još je i danas u uporabi podjela prema područjima tadašnjih krunskih zemalja: Štajerska, Kranjska, Koruška, Goriška, Trst i Istra. Danas su dijelovi većine tih zemalja (osim Kranjske) izvan granica Slovenije. Tako se Gornja Štajerska nalazi u Austriji, kao i veći dio Koruške koja čini austrijesku saveznu pokrajinu Korušku. Jedan vrlo mali dio Koruške pripao je 1918. Italiji. Veći dio Goriške nalazi su talijanskoj regiji Furlaniji-Julijskoj krajini. U tim pokrajinama, kao i na području Trsta i danas postoji znatna slovenska manjina. Veći dio Istre pripada Hrvatskoj.

## Današnja neslužbena podjela Slovenije
Na temelju tih povijesnih zemalja, nastala je današnja neslužbena podjela Slovenije i to tako da se unutar Kranjske razlikuju Gorenjska, Dolenjska i Notranjska, a dijelovi Goriške i Istre zajedno čine Primorsku. Starim pokrajinama valja još pridodati i Prekmurje. Tako se obično navode sljedeće pokrajine: Gorenjska, Dolenjska, Notranjska, Štajerska (nazivana još i Donja Štajerska), Koruška (nazivana još i Slovenska Koruška), Primorska i Prekmurje.
Teško je međutim odrediti precizne granice ovih pokrajina, jer se one ne poklapaju sa sadašnjom zemljopisnom podjelom Slovenije.

## Zemljopisni modeli
Postoji više zemljopisnih modela podjele što su ih razvili različiti autori:
- Anton Melik: prirodni sastavni dijelovi
- Svetozar Ilešič: pokrajinsko-tipološka raščlanjenost Slovenije i zemljopisna regionalizacija Slovenije
- Igor Vrišer: ekonomsko-zemljopisna regionalizacija
- Ivan Gams: pokrajinsko-ekološka raščlamba Slovenije

Danas je načešće u uporabi Gamsova definicija, koja se pak temelji na Ilešiču. Gams tako Sloveniju dijeli na temelju zemljopisno-socioloških čimbenika na sljedeće dijelove:
- Alpska Slovenija
- Predalpska Slovenija
- Panonska Slovenija
- Dinarskokrška Slovenija
- Sredozemna Slovenija